# Araneus parvulus
Araneus parvulus este o specie de păianjeni din genul Araneus, familia Araneidae, descrisă de Rainbow, 1900.
Este endemică în New South Wales. Conform Catalogue of Life specia Araneus parvulus nu are subspecii cunoscute.